# آلن گرووز
آلن گرووز (انگلیسی: Alan Groves; ۲۴ اکتبر ۱۹۴۸ – ۱۵ ژوئن ۱۹۷۸) بازیکن فوتبال اهل بریتانیا بود.
از باشگاه‌هایی که در آن بازی کرده‌است می‌توان به باشگاه فوتبال اولدهام اتلتیک، باشگاه فوتبال بلکپول، باشگاه فوتبال ای‌اف‌سی بورنموث، باشگاه فوتبال ساوتپورت، و باشگاه فوتبال شروزبری تاون اشاره کرد.